# ソフィア・オチガワ
ソフィア・オチガワ（ロシア語: Софья Альбертовна Очигава、英語: Sofya Albertovna Ochigava、1987年7月7日 - ）は、ロシアの女子プロボクサーである。モスクワ州オジンツォボ出身・在住。ジョージア系人。
キックボクシングを始めた後、アマチュアボクシングに転向。
アマチュア時代は世界選手権優勝2回（2005年・2006年）、ヨーロッパ選手権優勝3回（2005年・2007年・2009年）を記録。2012年の世界選手権とロンドンオリンピックはともに銀メダル。いずれもケイティー・テイラー（アイルランド）に敗れる。
2009年時点でプロ転向に興味はなかったが、2016年にプロ転向。5月21日のデビュー戦でフィルザ・シャリポワを3-0判定で下す。
2016年8月6日、Olena Medvedenkoを3-0判定で下し2連勝。
その後約4年のブランクを経て、2020年3月12日にAngela CannizzaroとIBA女子ライト級王座決定戦を行い、4回TKOで初タイトル獲得。
2020年12月22日、Yuliya KutsenkoとWBC女子世界ライト級シルバー級王座決定戦を行い、3-0判定でタイトル獲得。
2021年4月3日、カザンにてフィルザ・シャリポワとの再戦が予定されていたが、資金不足のため中止。
2021年6月25日、Tina Akhondtabarとノンタイトルで対戦し、3-0判定で勝利。